# Heitman
Heitman este o firmă de investiții multinațională din sectorul imobiliar, cu sediul în Chicago, SUA și cu birouri în Los Angeles, Minneapolis, Londra, Frankfurt, Luxemburg, Varsovia, Tokyo și Moscova.
Compania are în administrare active imobiliare de circa opt miliarde de euro în Statele Unite ale Americii și Europa.
În mod tradițional, Heitman vizează investiții în țările din Europa Centrală și de Est.